# Hins (Landes)
Hins (en francès Hinx) és un municipi francès situat al departament de les Landes i a la regió de la Nova Aquitània.

## Demografia
| 1962                                       | 1968 | 1975 | 1982 | 1990  | 1999  | 2007 |
| ------------------------------------------ | ---- | ---- | ---- | ----- | ----- | ---- |
| 751                                        | 756  | 824  | 994  | 1.117 | 1.145 | 248  |
| Des de 1962: població sense dobles comptes |      |      |      |       |       |      |

## Administració
| Període | Identitat | Partit |
| ------- | --------- | ------ |
| 2008-   | Yves Bats |        |